# Кота-Кока
Кота-Кока — давнє місто за часів держави інків Тауантінсую. Розташовувалося на висоті 1850 м над рівнем моря. Винайдено у 2002 році британським письменником і дослідником Г'ю Томсоном та британським археологом Генрі Зіглером. Отримала назву за назвою долини, де це місто розташовано. За часів Інків Вількабамби це місто було однією з важливих баз у спротиві іспанським загарбникам. Залишений населення наприкінці XVI ст. Причина, по якій місто було залишено, невідома: ніяких слідів битв вченими не було знайдено. Натепер руїни Кота-Коки знаходяться у стадії дослідження.

## Географія
Місто розташоване на дні річкового каньйону (долина річки Ріо-Янама) і розташоване приблизно за 50 км від Мачу-Пікчу і 100 км — Куско. місто знаходилося глибоко у джунглях. На думку вчених його було зведено вже після вторгнення іспанських конкістадорів.

## Опис
Територія цього міста у 2 рази більше і набагато краще збереглася, ніж інші поселення інків, що знаходяться неподалік. У Кота-Кока виявлено більше 30 будівель, зокрема так звана «калланка» — будинок зборів або казарма — завдовжки 23 м. Калланка розташовувалася на центральній площі Кота-Коки. Дві огороджені стінами майданчика за межами основного поселення могли бути загонами для лам розміром 53×30 м. У самому місті збереглися кілька добре побудованих прямокутних будинків і стін, складених з каменю.